# Kašov
Kašov (ungarisch Kásó, älter Kasó) ist eine Gemeinde im Osten der Slowakei mit 294 Einwohnern (Stand 31. Dezember 2024), die zum Okres Trebišov, einem Kreis des Košický kraj, gehört. Sie ist Teil der traditionellen Landschaft Zemplín.

## Geographie
Die Gemeinde befindet sich im südlichen Teil des Ostslowakischen Tieflands, am nordöstlichen Hang des Kleingebirges Zemplínske vrchy. Das Ortszentrum liegt auf einer Höhe von 159 m n.m. und ist 16 Kilometer von Trebišov entfernt.
Nachbargemeinden sind Novosad im Norden, Zemplínske Jastrabie im Osten, Cejkov im Südosten und Süden, Veľká Tŕňa im Südwesten und Kysta im Westen und Nordwesten.

## Geschichte
Kašov wurde zum ersten Mal 1298 als Kasow schriftlich erwähnt, weitere historische Bezeichnungen sind unter anderen Kassow (1390) und Kasow (1773). Das Dorf war 1390 Besitz der Familie Lossonczy, später haben mehrere Besitzer gewechselt. 1598 besaß die Familie Bernáth Gutsanteile, ebenso wie im 18. und 19. Jahrhundert die Familie Almássy. Im späten 17. Jahrhundert verödete der Ort.
Nach einer Neubesiedlung gab es 1715 acht verlassene und fünf bewohnte Haushalte. 1787 hatte die Ortschaft 44 Häuser und 372 Einwohner, 1828 zählte man 70 Häuser und 538 Einwohner, die als Holzfäller, Landwirte und Winzer tätig waren. Die Einwohner nahmen am Ostslowakischen Bauernaufstand von 1831 teil.
Bis 1918/1919 gehörte der im Komitat Semplin liegende Ort zum Königreich Ungarn und kam danach zur Tschechoslowakei beziehungsweise heutigen Slowakei. Auf Grund des Ersten Wiener Schiedsspruchs war der Ort von 1938 bis 1944 noch einmal Teil Ungarns. Im Jahr 1981 wurde der Ort innerhalb der ehemaligen ČSSR bekannt, als ein 12-jähriger Junge eine Leiche fand.

## Bevölkerung
| Jahr                | 1994 | 2004     | 2014    | 2024    |
| ------------------- | ---- | -------- | ------- | ------- |
| Anzahl der Personen | 354  | 278      | 288     | 294     |
| Unterschied         |      | −21,46 % | +3,59 % | +2,08 % |

| Jahr                | 2023 | 2024    |
| ------------------- | ---- | ------- |
| Anzahl der Personen | 288  | 294     |
| Unterschied         |      | +2,08 % |

Nach der Volkszählung 2011 wohnten in Kašov 285 Einwohner, davon 263 Slowaken, zwei Tschechen sowie jeweils ein Magyare und Russine. 18 Einwohner machten keine Angabe zur Ethnie.
136 Einwohner bekannten sich zur römisch-katholischen Kirche, 58 Einwohner zur orthodoxen Kirche, 51 Einwohner zur griechisch-katholischen Kirche, jeweils vier Einwohner zur apostolische Kirche und zur reformierten Kirche und drei Einwohner zur Evangelischen Kirche A. B. Fünf Einwohner waren konfessionslos und bei 24 Einwohnern wurde die Konfession nicht ermittelt.

## Bauwerke und Denkmäler
- römisch-katholische Johannes-Nepomuk-Kirche im klassizistischen Stil aus dem Jahr 1816[6]
- moderne orthodoxe Kirche Verklärung des Herrn

## Verkehr
Durch Kašov führt nur die Cesta III. triedy 3665 („Straße 3. Ordnung“) zwischen Cejkov und Novosad (Anschluss an die Cesta II. triedy 552 („Straße 2. Ordnung“)). Der nächste Bahnanschluss ist in Veľaty an der Bahnstrecke Michaľany–Łupków.